# Mira Schendel
Mira Schendel (* 7. Juni 1919 in Zürich; † 24. Juli 1988 in São Paulo) war eine brasilianische Malerin und Lyrikerin.

## Leben und Werk
Schendel wurde als Myrrah Dagmar Dub geboren. Sie war die einzige Tochter des Textilkaufmanns Karl Leo Dub und seiner Ehefrau Ada Saveria (geborene Büttner). Nach der Trennung des Paars zog Mira mit ihrer Mutter nach Mailand, wo sie ab 1936 die katholische Universität Sacro Coure besuchte. Bereits 1920 wurde sie auf Veranlassung ihrer Mutter katholisch getauft. 1939 musste sie aufgrund eines antijüdischen Dekrets der faschistischen Mussolini-Regierung die Hochschule verlassen. Sie flüchtete zu einer Tante nach Sofia, anschließend schloss sie sich Flüchtlingen an, die nach Sarajevo reisten. Dort lernte sie Osip Hargesheimer, einen kroatischen Katholiken, kennen, den sie 1941 heiratete. Mit ihm und ausgestattet mit einem kroatischen Pass zog sie 1944 zu ihrer Mutter nach Mailand, anschließend ließ sich das Paar in Rom nieder.
1949 wanderte sie mit ihrem Mann als Displaced Person nach Brasilien aus und wurde bei ihrer Ankunft in Rio de Janeiro als Mirra Hergesheimer registriert. 1950 begann sie an ihrem neuen Wohnort Porto Alegre zu malen. Sie hatte im Oktober des gleichen Jahres ihre erste Einzelausstellung, unterrichtete Malerei und bekam Kontakt zum Kreis der brasilianischen Moderne um Lygia Clark (1920–1988) und Hélio Oiticica (1937–1980), die – beeinflusst von der europäischen Malerei – mit den Formen geometrischer Abstraktion experimentierten. Schendel schloss sich jedoch keiner der Gruppen an, die sich um die konkret-konstruktive Malerei in Brasilien bildeten. Sie stellte ab 1951 mehrmals auf der Biennale von São Paulo aus, wo sie große Blätter mit Schriftarbeiten, sowie Zeichnungen mit chinesischer Kalligrafie zeigte, die vom Zen-Buddhismus beeinflusst waren. 1954 lernte sie den deutschen Emigranten Knut Schendel kennen, der in São Paulo die Buchhandlung Camuta betrieb und den sie später heiratete. 1957 wurde ihre Tochter Ada Clara, ihr einziges Kind geboren.
Schendel nahm im Rahmen der documenta 12 in Schloss Wilhelmshöhe und im Aue-Pavillon mit Zeichnungen teil, im Museum Fridericianum mit Skulpturen vertreten. „Als Autodidaktin bediente sie sich der reduzierten konkreten Formensprache, um die existenziellen Dimensionen der Leere, des Ephemeren und der Stille auszuloten. Ihre Arbeiten, die zum Teil «skulptürliche» Elemente aufweisen, sind denn von großer poetischer Ausstrahlungskraft […]“

## Einzelausstellungen (Auswahl)
- 1960: Adorno Decorações e Presentes, Rio de Janeiro
- 1962: Galeria Selearte, São Paulo
- 1963: Galeria São Luís, São Paulo
- 1964: Galeria Aremar, Campinas
- 1964: Galeria Astréia, São Paulo
- 1965: Petite Galerie, Rio de Janeiro
- 1966: Galeria Bucholz, Lissabon
- 1967: Technische Hochschule, Stuttgart
- 1968: Gramholt Galleri, Oslo
- 1968: St. Stephan Gallerie, Wien
- 1969: Gallerie bei Minoritensaal, Graz
- 1972: Galeria Ralph Camargo, São Paulo
- 1973: American Cultural Institute, Washington
- 1974: Galerie, Institut für Moderne, Nürnberg
- 1975: Galeria Luiz Buarque de Holanda/Paulo Bittencourt, Rio de Janeiro
- 1975: Studiengalerie, Universität Stuttgart
- 1978: Gabinete de Artes Gráficas, São Paulo
- 1980: Galeria Cosme Velho, São Paulo
- 1981: Galeria Luisa Strina, São Paulo
- 1982: Paulo Figueiredo Galeria de Arte, São Paulo
- 1983: Rio de Janeiro Galeria Thomas Cohn, Rio de Janeiro
- 1983: Galeria Luisa Strina, São Paulo
- 1984: Paulo Figueiredo Galeria de Arte, São Paulo
- 1985: Paulo Figueiredo Galeria de Arte, São Paulo
- 1987: Galeria Thomas Cohn, Rio de Janeiro
- 1987: Paulo Figueiredo Galeria de Arte, São Paulo
- 1987: Gabinete de Arte Raquel Arnaud, São Paulo
- 1987: Galeria Usina Arte, Vitória

## Ausstellungen
- 2009: Dimensionen konstruktiver Kunst in Brasilien, Haus Konstruktiv, Zürich
- 2009: Adolpho Leirner Collection, Museum of Fine Arts, Houston
- 2009: Leon Ferrari & Mira Schendel: Tangled Alphabets, Museum of Modern Art, New York
- 2011: Vibracion: moderne Kunst aus Lateinamerika, Museum of Art, Bonn